# Bronchogramme
 (septembre 2015).
Si vous disposez d'ouvrages ou d'articles de référence ou si vous connaissez des sites web de qualité traitant du thème abordé ici, merci de compléter l'article en donnant les références utiles à sa vérifiabilité et en les liant à la section « Notes et références ».
Le bronchogramme est la visualisation des bronches sur un examen radiologique.
Il est dit aérien ; c'est un signe radiologique consistant en une image de bronche trop visible sur une radiographie thoracique standard, le contraste entre la bronche, contenant de l'air, et le parenchyme pulmonaire (essentiellement les alvéoles), remplies de liquide, étant augmenté.